# Toulouse au haut Moyen Âge
L'histoire de Toulouse au haut Moyen Âge fait le récit des événements liés à la ville de Toulouse, dans le Midi de la France, durant le haut Moyen Âge, une période qui va du début du Ve siècle à l'an Mil. Elle peut être divisée en deux périodes inégales :
- Toulouse sous les Wisigoths (407-508) : après les invasions barbares de 407, dans un contexte d'affaiblissement général de l'empire romain d'Occident, la ville gallo-romaine de Tolosa devient la capitale du royaume des Wisigoths, royaume fédéré des Romains qui devient pleinement indépendant après la déposition du dernier empereur en 476. En 507, la grave défaite des Wisigoths à la bataille de Vouillé provoque l'annexion de l'Aquitaine et de Toulouse au royaume franc de Clovis ;

- Toulouse sous les Mérovingiens et les Carolingiens (508-987) : sous le règne des rois francs – mérovingiens, puis carolingiens –, la ville connaît une véritable rupture dans son histoire. Elle ne conserve d'importance que par sa position stratégique face aux territoires dominés par les Wisigoths de Tolède, puis par les califats omeyyade et abbasside. Au milieu du IXe siècle, la ville est le siège d'un comté dont le contrôle devient un enjeu que se disputent plusieurs familles de la noblesse carolingienne, et dont sortent vainqueurs les Raimondins. À la fin du Xe siècle, la féodalisation des pouvoirs fait émerger de nouveaux enjeux.